# Stávros Kalafátis
Stávros Kalafátis (grec moderne : Σταύρος Καλαφάτης), né le 15 mai 1965 à Thessalonique, est un homme politique grec.

## Biographie
Aux élections législatives grecques de janvier 2015, il est élu député au Parlement grec sur la liste de la Nouvelle Démocratie dans la première circonscription de Thessalonique.